# Coupe du monde des rallyes tout-terrain 2016
Navigation
2015 2017
La coupe du monde des rallyes tout-terrain 2016 est la 24e édition de la coupe du monde des rallyes tout-terrain.	

## Calendrier
Les rallye-raids (Abu Dhabi Desert Challenge, Qatar Cross-Country, Rallye du Maroc) sont pondérés - coefficient 2 - au contraire des Baja coefficient 1.	
| Round | Dates         | Rally name                  |
| ----- | ------------- | --------------------------- |
| 1     | 19–22 février | Baja Russia Northern Forest |
| 2     | 3-7 avril     | Abu Dhabi Desert Challenge  |
| 3     | 17–22 avpril  | Sealine Cross-Country Rally |
| 4     | 23–26 juin    | Italian Baja                |
| 5     | 24–26 juillet | Baja España-Aragón          |
| 6     | 11–14 août    | Hungarian Baja              |
| 7     | 25–28 août    | Baja Poland                 |
| 8     | 1–7 octobre   | Rallye OiLybia du Maroc     |
| 9     | 27–29 octobre | Baja Portalegre             |

## Principaux Engagés
Nb : Des concurrents chez X-Raid, Overdrive et G-Force Motorsport étaient engagés sous le nom de leurs sponsors.	
| Auto                     | Équipe                                                                     | Pilote                     | Courses     |
| ------------------------ | -------------------------------------------------------------------------- | -------------------------- | ----------- |
| BMW GPR Series 1 alu     | Offroad Sport Team                                                         | Marcin Łukaszewski         | 5-7         |
| G-Force Proto            | G-Force Motorsport New Generation Racing Team Suprotec Racing              | Reinaldo Varela            | 1           |
| G-Force Proto New Line   | G-Force Motorsport New Generation Racing Team Suprotec Racing              | Andrey Rudskoy             | 1-2, 9      |
| G-Force Proto New Line   | G-Force Motorsport New Generation Racing Team Suprotec Racing              | Andrey Novikov             | 1, 4, 9     |
| G-Force Proto New Line   | G-Force Motorsport New Generation Racing Team Suprotec Racing              | Boris Gadasin              | 4, 6, 9     |
| Ford Ranger              | Mobilex Racing Team                                                        | Yuriy Sazonov              | 4           |
| Hummer H3                | Mobilex Racing Team                                                        | Yuriy Sazonov              | 2-3         |
| Hummer H3                | Mobilex Racing Team                                                        | Yerden Shagirov            | 2-3         |
| Toyota Hilux             | Mobilex Racing Team                                                        | Kanat Shagirov             | 2           |
| Hummer H3                | Offroadsport                                                               | Miroslav Zapletal          | 6-7         |
| Hummer H3                | Offroadsport                                                               | Tomas Ourednicek           | 6-7         |
| Hummer H3                | MP Sports                                                                  | Petr Hozak                 | 5-6         |
| Ford Raptor              | MP Sports                                                                  | Martin Prokop              | 7           |
| Mitsubishi Racing Lancer | BP Ultimate Vodafone Team                                                  | Miguel Barbosa             | 9           |
| Nissan Navarra           | BAMP                                                                       | Ricardo Leal dos Santos    | 5           |
| MD Optimus               | MD Rally Sport                                                             | Pierre Lachaume            | 8           |
| MD Optimus               | MD Rally Sport                                                             | Jérôme Pelichet            | 8           |
| MD Optimus               | MD Rally Sport                                                             | Jérémie Choiseau           | 8           |
| MD Optimus               | MD Rally Sport                                                             | Dominique Housieaux        | 8           |
| BMW X3                   | X-Raid Team G-Energy Team Abu Dhabi Racing Orlen Team                      | Vladimir Vasilyev          | 4           |
| Mini All4 Racing         | X-Raid Team G-Energy Team Abu Dhabi Racing Orlen Team                      | Vladimir Vasilyev          | 1-3, 8      |
| Mini All4 Racing         | X-Raid Team G-Energy Team Abu Dhabi Racing Orlen Team                      | Khalid Al-Qassimi          | 2           |
| Mini All4 Racing         | X-Raid Team G-Energy Team Abu Dhabi Racing Orlen Team                      | Yazeed Al-Rajhi            | 2-4, 8      |
| Mini All4 Racing         | X-Raid Team G-Energy Team Abu Dhabi Racing Orlen Team                      | Mikko Hirvonen             | 2, 5-6, 8   |
| Mini All4 Racing         | X-Raid Team G-Energy Team Abu Dhabi Racing Orlen Team                      | Bryce Menzies              | 2, 4, 6     |
| Mini All4 Racing         | X-Raid Team G-Energy Team Abu Dhabi Racing Orlen Team                      | Jakub Przygoński           | 2, 7-8      |
| Mini All4 Racing         | X-Raid Team G-Energy Team Abu Dhabi Racing Orlen Team                      | Stephan Schott             | 2           |
| Mini All4 Racing         | X-Raid Team G-Energy Team Abu Dhabi Racing Orlen Team                      | Ricardo Porem              | 3, 5, 9     |
| Mini All4 Racing         | X-Raid Team G-Energy Team Abu Dhabi Racing Orlen Team                      | Orlando Terranova          | 5, 8        |
| Mini All4 Racing         | X-Raid Team G-Energy Team Abu Dhabi Racing Orlen Team                      | Erik van Loon              | 6-7         |
| Mini All4 Racing         | X-Raid Team G-Energy Team Abu Dhabi Racing Orlen Team                      | Krzysztof Hołowczyc        | 7           |
| Mini All4 Racing         | X-Raid Team G-Energy Team Abu Dhabi Racing Orlen Team                      | Boris Garafulic            | 7-8         |
| Mini All4 Racing         | X-Raid Team G-Energy Team Abu Dhabi Racing Orlen Team                      | Mohammed Abu-Issa          | 8           |
| X-Raid CBRA              | X-Raid Team G-Energy Team Abu Dhabi Racing Orlen Team                      | Jutta Kleinschmidt         | 2-3, 5      |
| Peugeot 2008 DKR         | Team Peugeot Total                                                         | Cyril Despres              | 8           |
| Peugeot 2008 DKR         | Team Peugeot Total                                                         | Carlos Sainz               | 5           |
| Peugeot 3008 DKR         | Team Peugeot Total                                                         | Carlos Sainz               | 8           |
| Peugeot 2008 DKR         | PH Sport                                                                   | Khalid Al-Qassimi          | 8           |
| Peugeot 2008 DKR         | PH Sport                                                                   | Harry Hunt                 | 8           |
| Schlesser JLS-01         | Schlesser GP PEK                                                           | Maris Neiksans             | 1           |
| MCM Original             | Team SRT                                                                   | Mathieu Serradori          | 2, 4-5, 7-8 |
| MCM Original             | Team SRT                                                                   | Yannick Commagnac          | 2           |
| Toyota Hilux Overdrive   | Overdrive Orlen Team Nasser Saleh Al-Attiyah Team Qatar Motor & Motorsport | Marek Dabrowski            | 1-4, 7      |
| Toyota Hilux Overdrive   | Overdrive Orlen Team Nasser Saleh Al-Attiyah Team Qatar Motor & Motorsport | Nasser Al-Attiyah          | 2-5, 7-8    |
| Toyota Hilux Overdrive   | Overdrive Orlen Team Nasser Saleh Al-Attiyah Team Qatar Motor & Motorsport | Khalifa Al-Attiyah         | 3-8         |
| Toyota Hilux Overdrive   | Overdrive Orlen Team Nasser Saleh Al-Attiyah Team Qatar Motor & Motorsport | Ronan Chabot               | 3, 7-8      |
| Toyota Hilux Overdrive   | Overdrive Orlen Team Nasser Saleh Al-Attiyah Team Qatar Motor & Motorsport | Joan Roma                  | 3, 8        |
| Toyota Hilux Overdrive   | Overdrive Orlen Team Nasser Saleh Al-Attiyah Team Qatar Motor & Motorsport | Jes Munk                   | 7           |
| Toyota Hilux Overdrive   | Overdrive Orlen Team Nasser Saleh Al-Attiyah Team Qatar Motor & Motorsport | Michał Małuszyński         | 7           |
| Toyota Hilux Overdrive   | Overdrive Orlen Team Nasser Saleh Al-Attiyah Team Qatar Motor & Motorsport | Erik van Loon              | 8           |
| Toyota Hilux Overdrive   | Overdrive Orlen Team Nasser Saleh Al-Attiyah Team Qatar Motor & Motorsport | Reinaldo Varela            | 9           |
| Toyota Hilux Overdrive   | Overdrive Orlen Team Nasser Saleh Al-Attiyah Team Qatar Motor & Motorsport | Aron Domżała               | 9           |
| Toyota Hilux Overdrive   | Team Azimut                                                                | Nunzio Coffaro             | 1-2         |
| Toyota Hilux Overdrive   | South Racing                                                               | Fernando Alvarez Catellano | 1-2, 5, 9   |
| Toyota Hilux Overdrive   | South Racing                                                               | Marcos Moraes              | 9           |
| Toyota Hilux Overdrive   | South Racing                                                               | Rodrigo Gutierrez          | 9           |
| Toyota Hilux Overdrive   | South Racing                                                               | Sylvio Barros              | 9           |
| Ford Ranger              | South Racing                                                               | Hernan Garces              | 3, 8        |
| Ford Ranger              | South Racing                                                               | Xavier Pons                | 5, 7, 9     |
| Ford Ranger              | South Racing                                                               | Tomas Ourednicek           | 8           |
| Ford Ranger              | South Racing                                                               | Petr Hozak                 | 9           |
| Ford Ranger              | South Racing                                                               | Alexandre Ré               | 9           |
| Nissan Navarra           | South Racing                                                               | Jurgen Schroder            | 8           |

## Résultats

### Baja Russia - Northern Forest
| Pos. | #  | Equipe                     | Equipage                                | Auto                   |
| ---- | -- | -------------------------- | --------------------------------------- | ---------------------- |
| 1    | 14 | Pek                        | Maris Neiksans / Anton Nikolaev         | Schlesser JLS-01 VW    |
| 2    | 1  | G-Energy Team              | Vladimir Vasilyev / Konstantin Zhiltsov | Mini All4 Racing       |
| 3    | 8  | New Generation Racing Team | Andrey Novikov / Vladimir Novikov       | G-Force Proto NL       |
| 4    | 7  | New Generation Racing Team | Andrey Rudskoy / Evgeniy Zagorodnyuk    | G-Force Proto NL       |
| 5    | 11 |                            | Aldis Vilcans / Andrey Rudnitskiy       | Mitsubishi L200        |
| 6    | 16 |                            | Aleksey Cherkasov / Artem Shevelev      | Nissan NP300 Pick-Up   |
| 7    | 21 |                            | Aron Domżała / Szymon Gospodarczyk      | Polaris RZR 1000       |
| 8    | 6  | ATT-Racing                 | Vladimir Frolov / Igor Petenko          | Nissan NP300 Pick-Up   |
| 9    | 2  | G-Force Motorsport         | Reinaldo Varela / Gustavo Gugelmin      | G-Force Proto          |
| 10   | 9  | Team Azimut                | Nunzio Coffaro / Daniel Menezes         | Toyota Hilux Overdrive |

### Abu Dhabi Desert Challenge
| Pos. | #   | Equipe                       | Equipage                                    | Auto                   |
| ---- | --- | ---------------------------- | ------------------------------------------- | ---------------------- |
| 1    | 202 | Nasser Saleh Al-Attiyah Team | Nasser Al-Attiyah / Mathieu Baumel          | Toyota Hilux Overdrive |
| 2    | 204 | X-Raid Team                  | Yazeed Al-Rajhi / Timo Gottschalk           | Mini All4 Racing       |
| 3    | 205 | X-Raid Team                  | Mikko Hirvonen / Michel Périn               | Mini All4 Racing       |
| 4    | 211 | X-Raid Team                  | Bryce Menzies / Andreas Schulz              | Mini All4 Racing       |
| 5    | 209 | Orlen Team                   | Jakub Przygonski / Tom Colsoul              | Mini All4 Racing       |
| 6    | 215 | Team SRT                     | Mathieu Serradori / Didier Haquette         | SRT Buggy              |
| 7    | 203 | Abu Dhabi Racing             | Khalid Al-Qassimi / Khalid Al-Kendi         | Mini All4 Racing       |
| 8    | 206 | Orlen Team                   | Marek Dabrowski / Jacek Czachor             | Toyota Hilux Overdrive |
| 9    | 224 | Mobilex Racing Team          | Yuriy Sazonov / Dmytro Tsyro                | Hummer H3              |
| 10   | 240 |                              | Khaled Al-Feraihi / Abdulhaleem Al-Busai'di | Nissan Patrol          |

### Sealine Cross-Country Rally
| Pos. | #   | Equipe                       | Equipage                                | Auto                   |
| ---- | --- | ---------------------------- | --------------------------------------- | ---------------------- |
| 1    | 201 | Nasser Saleh Al-Attiyah Team | Nasser Al-Attiyah / Matthieu Baumel     | Toyota Hilux Overdrive |
| 2    | 202 | X-Raid Team                  | Yazeed Al-Rajhi / Timo Gottschalk       | Mini All4 Racing       |
| 3    | 203 | G-Energy Team                | Vladimir Vasilyev / Konstantin Zhiltsov | Mini All4 Racing       |
| 4    | 207 | Mobilex Racing Team          | Yuriy Sazonov / Dmytro Tsyro            | Hummer H3              |
| 5    | 206 | X-Raid Team                  | Jutta Kleinschmidt / Philipp Beier      | X-Raid Cbra            |
| 6    | 204 | Orlen Team                   | Marek Dabrowski / Jacek Czachor         | Toyota Hilux Overdrive |
| 7    | 205 | X-Raid Team                  | Ricardo Porem / Tom Colsoul             | Mini All4 Racing       |
| 8    | 227 | Dmas South Racing            | Hernan Garces / Juan Pablo Latrach      | Ford Raptor            |
| 9    | 218 | Race World                   | Yasir Seaidan / Sébastien Delaunay      | Toyota Land Cruiser    |
| 10   | 211 | Mobilex Racing Team          | Yerden Shagirov / Vitaliy Yevtyekkhov   | Hummer H3              |

### Italian Baja
| Pos. | #   | Equipe                       | Equipage                                | Auto                   |
| ---- | --- | ---------------------------- | --------------------------------------- | ---------------------- |
| 1    | 200 | Nasser Saleh Al-Attiyah Team | Nasser Al-Attiyah / Matthieu Baumel     | Toyota Hilux Overdrive |
| 2    | 201 | G-Energy Team                | Vladimir Vasilyev / Konstantin Zhiltsov | BMW X3                 |
| 3    | 203 | Orlen Team                   | Marek Dabrowski / Jacek Czachor         | Toyota Hilux Overdrive |
| 4    | 205 | New Generation Racing Team   | Boris Gadasin / Aleksei Kuzmich         | G-Force Proto NL       |
| 5    | 214 | X-Raid Team                  | Bryce Menzies / Tom Colsoul             | Mini All4 Racing       |
| 6    | 202 | X-Raid Team                  | Yazeed Al-Rajhi / Timo Gottschalk       | Mini All4 Racing       |
| 7    | 213 | Mobilex Racing Team          | Yuriy Sazonov / Dmytro Tsyro            | Ford Ranger            |
| 8    | 236 |                              | Jordi Gaig / Aleix Astudillo            | Mini One               |
| 9    | 206 | New Generation Racing Team   | Andrey Novikov / Vladimir Novikov       | G-Force Proto NL       |
| 10   | 244 | LP Racing Kft                | Pal Lonyai / Albert Horn                | LPR Porsche Macan      |

### Baja Aragon
| Pos. | #   | Equipe             | Equipage                                       | Auto                   |
| ---- | --- | ------------------ | ---------------------------------------------- | ---------------------- |
| 1    | 201 |                    | Nasser Al-Attiyah / Mathieu Baumel             | Toyota Hilux Overdrive |
| 2    | 205 | Team Peugeot Total | Carlos Sainz / Lucas Cruz                      | Peugeot 2008 DKR       |
| 3    | 203 | X-Raid Team        | Mikko Hirvonen / Michel Périn                  | Mini All4 Racing       |
| 4    | 214 | Dmas South Racing  | Xavier Pons / Sergio Lafuente                  | Ford Ranger            |
| 5    | 202 | X-Raid Team        | Orlando Terranova / Tom Colsoul                | Mini All4 Racing       |
| 6    | 207 |                    | Joao Ramos / Vitor Jesus                       | Toyota Hilux           |
| 7    | 236 |                    | Marcin Lukaszewski / Magdalena Duhanik-Persson | BMW GPR Series 1       |
| 8    | 217 | South Racing       | Fernando Alvarez / Pablo Monasterolo           | Toyota Hilux           |
| 9    | 224 |                    | Mathieu Serradori / Fabian Lurquin             | MCM Original           |
| 10   | 249 | MP Sports          | Petr Hozak / Marek Sykora                      | Hummer H3              |

### Hungarian Baja
| Pos. | #  | Equipe              | Equipage                                  | Auto                    |
| ---- | -- | ------------------- | ----------------------------------------- | ----------------------- |
| 1    | 2  | X-Raid Team         | Mikko Hirvonen / Michel Périn             | Mini All4 Racing        |
| 2    | 1  | X-Raid Team         | Bryce Menzies / Pete Mortensen            | Mini All4 Racing        |
| 3    | 4  |                     | Miroslav Zapletal / Bartosz Momot         | Hummer H3 Evo 7         |
| 4    | 14 | MR Racing SE        | Peter Osvath / Agnes Farnadi              | BMW X6 RR               |
| 5    | 12 |                     | Costel Casuneanu / Carmen Poenaru         | Mitsubishi MPR 10       |
| 6    | 3  | Suprotec Racing     | Boris Gadasin / Evgeniy Zagorodnuk        | G-Force Proto New Line  |
| 7    | 29 | HQ Racing Sport Kft | Gabor Juhasz                              | Yamaha Klement Mosquito |
| 8    | 17 |                     | Aron Domżała / Szymon Gospodarczyk        | Polaris RZR 1000        |
| 9    | 18 | Race World          | Hamad Seaidn Yasir / Aleksei Kuzmich      | Toyota VDJ 200          |
| 10   | 20 | QX Rally Team       | Hussain Abdulla Adel / Jean-Michel Polato | Nissan Patrol Y62       |

### Baja Poland
| Pos. | #   | Equipe                       | Equipage                                | Auto                   |
| ---- | --- | ---------------------------- | --------------------------------------- | ---------------------- |
| 1    | 101 | Nasser Saleh Al-Attiyah Team | Nasser Al-Attiyah / Mathieu Baumel      | Toyota Hilux Overdrive |
| 2    | 103 | X-Raid Team                  | Krzysztof Holowczyc / Lukasz Kurzeja    | Mini All4 Racing       |
| 3    | 102 | Orlen Team                   | Marek Dabrowski / Jacek Czachor         | Toyota Hilux Overdrive |
| 4    | 118 | Orlen Team                   | Jakub Przygonski / Tom Colsoul          | Mini All4 Racing       |
| 5    | 107 | X-Raid Team                  | Erik van Loon / Wouter Rosegaar         | Mini All4 Racing       |
| 6    | 104 | MP Sports                    | Martin Prokop / Ilka Minor              | Ford Raptor            |
| 7    | 106 |                              | Miroslav Zapletal / Bartosz Momot       | Hummer H3 Evo VII      |
| 8    | 112 |                              | Jes Munk / Rafal Marton                 | Toyota Hilux Overdrive |
| 9    | 111 | X-Raid Team                  | Boris Garafulic / Filipe Palmeiro       | Mini All4 Racing       |
| 10   | 115 |                              | Michal Maluszynski / Julita Maluszynska | Toyota Hilux Overdrive |

### Rallye OiLibya du Maroc
| Pos. | #   | Equipe                       | Equipage                                | Auto                   |
| ---- | --- | ---------------------------- | --------------------------------------- | ---------------------- |
| 1    | 300 | Nasser Saleh Al-Attiyah Team | Nasser Al-Attiyah / Mathieu Baumel      | Toyota Hilux Overdrive |
| 2    | 304 | Team Peugeot Total           | Carlos Sainz / Lucas Cruz               | Peugeot 3008 DKR       |
| 3    | 303 | G-Energy Team                | Vladimir Vasilyev / Konstantin Zhiltsov | Mini All4 Racing       |
| 4    | 308 | X-Raid Mini                  | Orlando Terranova / Paulo Fiúza         | Mini All4 Racing       |
| 5    | 314 | X-Raid Mini                  | Jakub Przygonski / Tom Colsoul          | Mini All4 Racing       |
| 6    | 310 | Overdrive Racing             | Joan Roma / Álex Haro Bravo             | Toyota Hilux Overdrive |
| 7    | 312 | Overdrive Racing             | Ronan Chabot / Gilles Pilot             | Toyota Hilux Overdrive |
| 8    | 339 | MD Rally Sport               | Pierre Lachaume / Pascal Larroque       | MD Optimus             |
| 9    | 316 | X-Raid Mini                  | Boris Garafulic / Filipe Palmeiro       | Mini All4 Racing       |
| 10   | 335 | South Racing                 | Jurgen Schroder / Maximilian Schroder   | Nissan Navarra         |

### Baja Portalegre
| Pos. | #   | Equipe            | Equipage                           | Auto                   |
| ---- | --- | ----------------- | ---------------------------------- | ---------------------- |
| 1    | 603 | X-Raid Team       | Ricardo Porem / Filipe Palmeiro    | Mini All4 Racing       |
| 2    | 614 | Dmas South Racing | Xavier Pons / Ruben Garcia         | Ford Ranger            |
| 3    | 610 |                   | Nuno Matos / Filipe Serra          | Opel Mokka Proto       |
| 4    | 628 |                   | Alejandro Martins / José Marques   | Toyota Hilux Overdrive |
| 5    | 604 | Overdrive Racing  | Reinaldo Varela / Gustavo Gugelmin | Toyota Hilux Overdrive |
| 6    | 605 |                   | Joao Ramos / Vitor Jesus           | Toyota Hilux           |
| 7    | 601 | Suprotec Racing   | Boris Gadasin / Dmitry Pavlov      | G-Force Proto New Line |
| 8    | 612 |                   | Miguel Campos / Mario Castro       | Toyota Hilux           |
| 9    | 602 | Suprotec Racing   | Andrey Novikov / Vladimir Novikov  | G-Force Proto New Line |
| 10   | 647 | Dmas South Racing | Alexandre Ré / João Ré             | Ford Ranger            |

## Classement du championnat
| Position | Pilote            | Points |
| -------- | ----------------- | ------ |
| 1        | Nasser Al-Attiyah | 270    |
| 2        | Vladimir Vasilyev | 106    |
| 3        | Yazeed Al-Rajhi   | 92     |
| 4        | Mikko Hirvonen    | 78     |
| 5        | Carlos Sainz      | 63     |
| 6        | Marek Dabrowski   | 56     |
| 7        | Bryce Menzies     | 55     |
| 8        | Jakub Przygoński  | 52     |
| 9        | Ricardo Porém     | 42     |
| 9        | Aron Domżała      | 42     |

Catégorie T2 : 	1/  Adel Hussain Abdulla (156 pts)

Catégorie T3 : 	1/  Aron Domżała (215 pts)

Titre 2 Roues Motrices : 	1/  Mathieu Serradori (108 pts)